# Igreja de São Martinho de Soalhães
A Igreja de São Martinho de Soalhães é uma igreja situada em São Martinho de Soalhães, freguesia de Soalhães, no município de Marco de Canaveses, em Portugal.
Em 1997 foi classificada como monumento nacional, tendo em 1977 recebido esta classificação os seus elementos românicos. Integra a Rota do Românico.